# Dolmen du Jarrier
Le dolmen du Jarrier est un dolmen situé à Saint-Sulpice-sur-Risle, dans le département français de l'Orne.

## Historique
L'édifice a été fouillé en 1828 par F. Galeron et a fait l’objet d'une publication dès 1830. Il est classé au titre des monuments historiques depuis le 24 août 1976.

## Description
L'édifice a été érigé sur un rebord de plateau sur le côté sud de la vallée de la Risle. Il comporte une table de couverture en poudingue de 4 m de long sur 2,45 m de large reposant sur quatre piliers en grès.
Selon Galeron, la chambre funéraire était pavée. En 1828, on y découvrit des charbons de bois, un tesson de poterie et des fragments de haches en pierre mais aucun ossement. L'ensemble de ce mobilier est désormais perdu.